# Alegerile parlamentare din Ungaria, 2006
Alegerile parlamentare au avut loc în Ungaria pe 9 aprilie 2006, cu un al doilea tur de scrutin de vot în 110 din cele 176 de circumscripții uninominale pe 23 aprilie. Partidul Socialist Maghiar (MSZP) s-a menținut ca cea mai mare forță politică din Adunarea Națională cu 186 din cele 386 de locuri, și a continuat coaliția de guvernare cu Alianța Democraților Liberi (SZDSZ). 
Alegerile au fost marcate de o premieră: pentru prima dată de la sfârșitul regimului comunist un guvern a fost reales. Datate, acestea au fost cele mai recente alegeri naționale care nu au fost câștigate de către Fidesz-KDNP, și ultimele în care partidul câștigător nu a câștigat o supermajoritate de două treimi în parlament. 

## Sistem electoral
Parlamentul unicameral, numit Adunarea Națională (maghiară Országgyűlés), cel mai mare organism al statului, ințiează și aprobă legislația promovată de către prim-ministru. Un partid trebuie să obțină cel puțin 5% din voturile națională (bazat pe totalul voturilor de pe listele proporționale regionale) pentru a forma un grup parlamentar. Adunarea Națională are 386 de membrii, aleși pentru un mandat de patru ani printr-un sistem mixt: 176 de membrii obțin mandatul prin câștigarea majorității voturilor într-o circumscripție uninominală printr-un sistem cu două tururi, 152 sunt aleși prin reprezentare proporțională pe listele de partid din circuscripții (folosind lista teritorială) și 58 de parlamentari (folosind lista națională) sunt aleși prin reprezentare semi-proporțională.
Alegerile au avut loc în două zile. Pe 9 aprilie alegerile au avut loc în fiecare circuscripție, atât în cele uninominale cât și cele cu reprezentare proporțională. Pentru ca un candidat să câștige locul într-o circuscripție uninominală, acesta trebuie să obțină mai mult de 50% din voturi; la alegerile din 2006, acest criteriu a fost obținut de către câștigătorii din 66 din cele 176 de circuscripții uninominale. A existat o a doua rundă de alegeri în cele 110 circuscripții uninominale rămase, în care toți candidații mai puțin cei trei cei mai bine clasați (fiecare atingând cel puțin o cotă de 15% din voturi) în primul tur au fost excluși. De obicei partidele au format alianța între cele două tururi și și-au retras multe propriul lor candidat poziționat pe locul 3 și au îndemnat la susținerea partidului aliat astfel încât ca candidatul câștigător din turul 2 să obțină mai mult de 50% din voturi. Acest proces nu a fost unul automat ci unul rezultat din negocieri.
Alegerile cu mai multe locuri au avut loc, de asemenea, în primul tur de scrutin. 146 din cele 152 de locuri au fost ocupate folosind reprezentarea proporțională pe liste închise. Celelalte 6 au fost adăugate la calculul listei naționale]. Țara a fost împărțită în 20 de regiuni pentru alegerile cu circuscripții cu reprezentare proporțională, cu un număr variabil de membri per regiune. În cazul în care un partid a obținut mai mulți membri într-o regiune decât merita, voturile excedentare au fost deduse din totalul obținut în al doilea tur. În mod corespunzător, unui partid care a primit mai puține locuri decât merita i s-au adăugat voturile deficitare la totalul său în al doilea tur.
Alți 58 de membri suplimentari (plus încă 6 care nu au fost aleși din circumscripțiile cu mai multe locuri în primul tur) au fost aleși folosind o listă națională, pentru care alegătorul nu putea vota direct, ci indirect prin voturi pe circumscripții și regiuni, pentru a obține un rezultat mai proporțional.

### Data alegerilor
Conform Constituției, alegerile vor avea loc în aprilie sau mai al celui de-al patrulea an care urmează alegerii Adunării Naționale precedente. Data specifică va fi stabilită de Președintele Republicii, cu cel puțin 72 de zile înainte de data votului. Ziua votului nu poate cădea într-o zi de sărbătoare națională sau legală, și nici în ziua precedentă sau ulterioară acestora. Conform dreptului cutumiar, alegerile au loc de obicei duminica.

### Nominalizare
Înainte de alegeri, partidele trebuiau să fie înregistrate de Oficiul Electoral Național. După înregistrare, partidele aveau dreptul să colecteze semnături. Fiecare candidat trebuia să colecteze 750 de semnături în circumscripția sa. Dacă un partid colecta numărul necesar în două circumscripții (în Budapesta 8, Pesta 5 and Borsod-Abaúj-Zemplén 3) dintr-un județ, atunci putea prezenta o listă în circumscripțiile regionale. Dacă un partid avea cel puțin șapte liste regionale, putea prezenta o listă națională de compensare. 17 martie era ultima zi în care un partid putea fi înregistrat și o listă sau un candidat putea fi înregistrat. Până la 28 februarie, 49 de partide solicitaseră înregistrarea, iar 45 erau înregistrate de Oficiul Electoral Național.

### Votul în Diaspora
Votarea a fost posibilă între 1 și 23 aprilie 2006, la datele anunțate și la sediile misiunilor străine.

## Campanie
Pe 10 aprilie, cele două partide ale coaliției de guvernare MSZP-SZDSZ (Partidul Socialist Maghiar și Alianța Democraților Liberi) și-au anunțat alianța pentru al doilea tur. Partidul Socialist și-a retras trei dintre candidații în favoarea celui din cadrul Alianței, iar Alianța și-a retras cei 55 de candidați rămași (toți terminând pe locul trei) și și-a îndemnat alegătorii să-i susțină pe socialiști. Liderii celor două partide au desfășurat o campanie comună între cele două tururi.
Opoziția nu a fost unită. Forumul Democrat Maghiar (MDF), care a atins pragul de 5%, contrar sondajelor și așteptărilor, a arătat clar că nu va susține partidul Fidesz al lui Viktor Orbán. Orbán a încercat să obțină sprijinul partidului declarând că a demisionat din candidatura la funcția de prim-ministru și a căutat un candidat de compromis, Péter Ákos Bod, dar MDF și-a menținut independența; astfel, nu și-a retras candidații de pe locul 3. Cu toate acestea, unii candidați MDF nu au fost de acord cu acest lucru și s-au retras în favoarea Fidesz.

## Rezultate
| Partid                            | Partid                                                             | Reprezentare proporțională | Reprezentare proporțională | Reprezentare proporțională | Circumscripție uninominală turul I | Circumscripție uninominală turul I | Circumscripție uninominală turul I | Circumscripție uninominală turul II | Circumscripție uninominală turul II | Circumscripție uninominală turul II | Locuri alocate | Locuri alocate | Locuri alocate |
| Partid                            | Partid                                                             | Voturi                     | %                          | Locuri                     | Voturi                             | %                                  | Locuri                             | Voturi                              | %                                   | Locuri                              | Național       | Total          | ±              |
| --------------------------------- | ------------------------------------------------------------------ | -------------------------- | -------------------------- | -------------------------- | ---------------------------------- | ---------------------------------- | ---------------------------------- | ----------------------------------- | ----------------------------------- | ----------------------------------- | -------------- | -------------- | -------------- |
|                                   | Partidul Socialist Maghiar                                         | 2,336,705                  | 43.21                      | 71                         | 2,175,312                          | 40.26                              | 34                                 | 1,510,360                           | 46.62                               | 64                                  | 17             | 186            | +8             |
|                                   | Fidesz–KDNP                                                        | 2,272,979                  | 42.03                      | 69                         | 2,269,241                          | 41.99                              | 28                                 | 1,511,426                           | 46.65                               | 40                                  | 27             | 164            | -15            |
|                                   | Alianța Democraților Liberi                                        | 351,612                    | 6.50                       | 4                          | 340,746                            | 6.31                               | 0                                  | 64,501                              | 1.99                                | 3                                   | 11             | 18             | -1             |
|                                   | Forumul Democrat Maghiar                                           | 272,831                    | 5.04                       | 2                          | 238,566                            | 4.41                               | 0                                  | 16,364                              | 0.51                                | 0                                   | 9              | 11             | +2             |
|                                   | MIÉP – Jobbik Alianța Partidelor Căii a Treia                      | 119,007                    | 2.20                       | 0                          | 92,798                             | 1.72                               | 0                                  | 231                                 | 0.01                                | 0                                   | 0              | 0              | 0              |
|                                   | Partidul Muncitoresc Maghiar                                       | 21,955                     | 0.41                       | 0                          | 16,379                             | 0.30                               | 0                                  |                                     |                                     |                                     | 0              | 0              | 0              |
|                                   | Partidul de Centru                                                 | 17,431                     | 0.32                       | 0                          | 14,126                             | 0.26                               | 0                                  |                                     |                                     |                                     | 0              | 0              | 0              |
|                                   | Forumul Organizațiilor Rome – Partidul Solidarității Romilor       | 4,459                      | 0.08                       | 0                          | 7,165                              | 0.13                               | 0                                  |                                     |                                     |                                     | 0              | 0              | Nou            |
|                                   | Partidul Verzilor                                                  | 2,870                      | 0.05                       | 0                          | 4,678                              | 0.09                               | 0                                  |                                     |                                     |                                     | 0              | 0              | Nou            |
|                                   | Partidul Civic și Rural Maghiar                                    | 2,789                      | 0.05                       | 0                          | 2,716                              | 0.05                               | 0                                  |                                     |                                     |                                     | 0              | 0              | Nou            |
|                                   | Partidul Creștin Democrat – Solidaritatea Centrului Social Creștin | 2,362                      | 0.04                       | 0                          | 2,906                              | 0.05                               | 0                                  |                                     |                                     |                                     | 0              | 0              | Nou            |
|                                   | Partidul Micilor Fermieri Independenți și Unității Naționale       | 889                        | 0.02                       | 0                          | 742                                | 0.01                               | 0                                  |                                     |                                     |                                     | 0              | 0              | Nou            |
|                                   | Partidul Micilor Proprietari Independenti                          | 838                        | 0.02                       | 0                          | 2,030                              | 0.04                               | 0                                  |                                     |                                     |                                     | 0              | 0              | 0              |
|                                   | Alianța Maghiarilor Unul pentru Altul                              | 767                        | 0.01                       | 0                          | 904                                | 0.02                               | 0                                  |                                     |                                     |                                     | 0              | 0              | Nou            |
|                                   | Partidul Muncitorilor din Ungaria 2006                             | 556                        | 0.01                       | 0                          | 1,489                              | 0.03                               | 0                                  |                                     |                                     |                                     | 0              | 0              | Nou            |
|                                   | Partidul Socialist Maghiar-Alianța Democraților Liberi             |                            |                            |                            | 154,619                            | 2.86                               | 4                                  | 72,802                              | 2.25                                | 2                                   | 0              | 6              | +5             |
|                                   | Fidesz – KDNP – MDF                                                |                            |                            |                            | 34,109                             | 0.63                               | 0                                  | 33,029                              | 1.02                                | 0                                   | 0              | 0              | –              |
|                                   | MDF – Solidaritate pentru județul Szabolcs                         |                            |                            |                            | 13,672                             | 0.25                               | 0                                  | 3,640                               | 0.11                                | 0                                   | 0              | 0              | –              |
|                                   | Asociația pentru Somogie                                           |                            |                            |                            | 9,457                              | 0.18                               | 0                                  | 13,801                              | 0.43                                | 1                                   | 0              | 1              | Nou            |
|                                   | Lanțul uman pentru Ungaria                                         |                            |                            |                            | 2,002                              | 0.04                               | 0                                  |                                     |                                     |                                     | 0              | 0              | Nou            |
|                                   | Partidul Pensionarilor Maghiari – MDF                              |                            |                            |                            | 1,166                              | 0.02                               | 0                                  |                                     |                                     |                                     | 0              | 0              | –              |
|                                   | Partidul Pensionarilor Maghiari                                    |                            |                            |                            | 505                                | 0.01                               | 0                                  |                                     |                                     |                                     | 0              | 0              | 0              |
|                                   | Partidul Social Democrat                                           |                            |                            |                            | 118                                | 0.00                               | 0                                  |                                     |                                     |                                     | 0              | 0              | 0              |
|                                   | Alianța Verzilor Democrați                                         |                            |                            |                            | 95                                 | 0.00                               | 0                                  |                                     |                                     |                                     | 0              | 0              | Nou            |
|                                   | Létalap                                                            |                            |                            |                            | 80                                 | 0.00                               | 0                                  |                                     |                                     |                                     | 0              | 0              | Nou            |
|                                   | Independenți                                                       |                            | 18,054                     | 0.33                       | 0                                  | 13,598                             | 0.42                               | 0                                   | –                                   | 0                                   | 0              | 0              | 0              |
| Total                             | Total                                                              | 5,408,050                  | 100.00                     | 146                        | 5,403,675                          | 100.00                             | 66                                 | 3,239,752                           | 100.00                              | 110                                 | 64             | 386            | 0              |
|                                   |                                                                    |                            |                            |                            |                                    |                                    |                                    |                                     |                                     |                                     |                |                |                |
| Voturi valide                     | Voturi valide                                                      | 5,408,050                  | 99.13                      |                            | 5,403,675                          | 99.06                              |                                    | 3,239,752                           | 99.48                               |                                     |                |                |                |
| Voturi invalide/albe              | Voturi invalide/albe                                               | 47,302                     | 0.87                       | 51,402                     | 0.94                               | 16,992                             | 0.52                               |                                     |                                     |                                     |                |                |                |
| Total                             | Total                                                              | 5,455,352                  | 100.00                     | 5,455,077                  | 100.00                             | 3,256,744                          | 100.00                             |                                     |                                     |                                     |                |                |                |
| Votanți înregistrați/prezența     | Votanți înregistrați/prezența                                      | 8,046,129                  | 67.80                      | 8,046,129                  | 67.80                              | 5,059,002                          | 64.38                              |                                     |                                     |                                     |                |                |                |
| Sursă: Valasztas, Resurse Alegeri |                                                                    |                            |                            |                            |                                    |                                    |                                    |                                     |                                     |                                     |                |                |                |

### Rezultatele listelor de partid pe județe
| Județ                  | MSZP        | Fidesz-KDNP | SZDSZ | MDF  | MIÉP-Jobbik | Munkáspárt | Centrum | Alții |      |      |
| ---------------------- | ----------- | ----------- | ----- | ---- | ----------- | ---------- | ------- | ----- | ---- | ---- |
| Județ                  | Bács-Kiskun | 37.09       | 49.79 | 4.93 | 5.12        | 1.88       | –       | Alții | 0.67 | 0.51 |
| Baranya                | 48.32       | 38.31       | 5.70  | 5.10 | 1.28        | 0.41       | –       | 0.88  |      |      |
| Békés                  | 43.73       | 42.96       | 4.47  | 4.85 | 1.63        | 1.07       | 0.86    | 0.43  |      |      |
| Borsod-Abaúj-Zemplén   | 50.94       | 38.18       | 3.87  | 3.83 | 2.30        | –          | 0.67    | 0.21  |      |      |
| Budapesta              | 43.78       | 35.11       | 12.28 | 5.30 | 2.90        | 0.62       | –       | –     |      |      |
| Csongrád               | 44.16       | 41.83       | 5.29  | 4.87 | 1.62        | 0.79       | 0.80    | 0.63  |      |      |
| Fejér                  | 43.18       | 42.74       | 5.92  | 5.48 | 1.89        | 0.65       | –       | 0.13  |      |      |
| Győr-Moson-Sopron      | 37.62       | 49.00       | 4.92  | 5.62 | 1.92        | 0.54       | –       | 0.37  |      |      |
| Hajdú-Bihar            | 39.72       | 47.70       | 3.95  | 5.38 | 2.04        | –          | 0.59    | 0.62  |      |      |
| Heves                  | 49.19       | 37.16       | 5.13  | 4.44 | 3.00        | –          | –       | 1.09  |      |      |
| Jász-Nagykun-Szolnok   | 47.00       | 39.74       | 4.83  | 4.95 | 2.07        | 1.31       | –       | 0.11  |      |      |
| Komárom-Esztergom      | 49.09       | 37.98       | 6.26  | 4.45 | 1.50        | 0.72       | –       | –     |      |      |
| Nógrád                 | 44.41       | 41.06       | 4.29  | 4.70 | 2.16        | 1.58       | 0.66    | 1.13  |      |      |
| Pesta                  | 41.34       | 42.06       | 7.43  | 5.21 | 2.95        | –          | 1.03    | –     |      |      |
| Somogy                 | 42.74       | 46.74       | 4.04  | 4.17 | 1.64        | 0.68       | –       | –     |      |      |
| Szabolcs-Szatmár-Bereg | 45.47       | 44.45       | 3.29  | 4.16 | 1.65        | –          | 0.35    | 0.62  |      |      |
| Tolna                  | 40.51       | 46.62       | 4.59  | 5.96 | 1.83        | –          | –       | 0.48  |      |      |
| Vas                    | 35.65       | 50.84       | 5.70  | 5.78 | 1.82        | –          | –       | 0.21  |      |      |
| Veszprém               | 39.84       | 46.71       | 5.59  | 5.54 | 1.71        | 0.60       | –       | –     |      |      |
| Zala                   | 37.26       | 49.67       | 5.08  | 5.82 | 2.05        | –          | –       | 0.12  |      |      |
|                        |             |             |       |      |             |            |         |       |      |      |
| Total                  | 43.21       | 42.03       | 6.50  | 5.04 | 2.20        | 0.41       | 0.32    | 0.29  |      |      |

## Legături Externe
- Országos Választási Iroda National Electoral Office
- Online coverage of the elections, with the latest poll results Index.hu | - v - d - m Alegeri și referendumuri în Ungaria | - v - d - m Alegeri și referendumuri în Ungaria                                                                                                                                                                                                                                                                     |
| ----------------------------------------------- | --- |
| Alegeri parlamentare                            | - 1848 - 1861 - 1865 - 1869 - 1872 - 1875 - 1878 - 1881 - 1884 - 1887 - 1892 - 1896 - 1901 - 1905 - 1906 - 1910 - 1920 - 1922 - 1926 - 1931 - 1935 - 1939 - 1944 - 1945 - 1947 - 1949 - 1953 - 1958 - 1963 - 1967 - 1971 - 1975 - 1980 - 1985 - 1990 - 1994 - 1998 - 2002 - 2006 - 2010 - 2014 - 2018 - 2022 - 2026 |
| Alegeri europarlamentare                        | - 2004 - 2009 - 2014 - 2019 - 2024 |
| Alegeri locale                                  | - 1949 - 1953 - 1958 - 1963 - 1967 - 1971 - 1975 - 1980 - 1985 - 1990 - 1994 - 1998 - 2002 - 2006 - 2010 - 2014 - 2019 - 2024 |
| Referendumuri                                   | - 1989 - 1990 - 1997 - 2003 - 2004 - 2008 - 2016 - 2022 |